# Janusz Stanisław Przemieniecki
Janusz Stanisław Przemieniecki, né le 30 janvier 1927 à Lipno dans le powiat de Lipno (Pologne) et mort à Venice (Floride) le 29 novembre 2017, est un ingénieur et scientifique connu pour ses travaux en mécanique des milieux continus.

## Biographie
Au cours de la seconde guerre mondiale, il rejoint la résistance intérieure polonaise à l'âge de quinze ans, sous le pseudonyme « Marian » et participe à l'insurrection de Varsovie en 1944 à Mokotów. Il est prisonnier en Allemagne pendant sept mois et s'engage à sa libération dans l'armée britannique dans le régiment polonais du général Anders,.
Après des études secondaires en Pologne il rejoint l'Angleterre où il obtient un Bachelor of Science à l'université de Londres en 1949 puis un diplôme en aéronautique à l'Imperial College en 1953. Il soutient sa thèse à Londres en 1958.
De 1954 à 1961 il dirige le service recherche et technologie de la Bristol Aeroplane Company. Il part aux États-Unis en 1961 où il est naturalisé en 1967. De 1961 à 1995 il occupe successivement les postes de professeur, doyen et recteur à l'Air Force Institute of Technology à Wright-Patterson Air Force Base, Ohio.
Il devient président de Astra Technologies (Floride) en 1996.

## Travaux
Dans le domaine de la physique mathématique il joue un rôle important dans le développement de la méthode des éléments finis, et est à l'origine de la décomposition de domaine sans recouvrement.
En technologie aéronautique il étudie les alliages métalliques utilisés pour les avions supersoniques.

## Distinctions
- Fellow de la Royal Aeronautical Society ;
- prix du mémorial Usborne de la Royal Aeronautical Society en 1959 ;
- médaille Pendray de l'AIAA en 1992 ;
- membre de l'American Society for Engineering Education, de l'Ohio Academy of Sciences et de l'Institut polonais des arts et des sciences de l'Amérique ;
- Croix de l'Insurrection de Varsovie ;
- Croix de l'Armée de l'Intérieur ;
- Médaille de l'Armée Polonaise ;
- Croix de Commandeur de l'Ordre Polonia Restituta[8].

## Ouvrages
- (en) J. S. Przemieniecki, Theory of Matrix Structural Analysis, Dover Publications, 2012 (ISBN 0486649482)
- (en) J. S. Przemieniecki, Mathematical Methods in Defense Analyses, AIAA Education Series, 1993 (ISBN 1563470691)
- (en) J. S. Przemieniecki, Acquisition of Defense Systems, AIAA Education Series, 1993 (ISBN 978-1-56347-069-1)
- (en) J. S. Przemieniecki, Finite Element Structural Analysis: New Concepts, AIAA Education Series, 2012 (ISBN 978-1-56347-997-7)